# ТГ102
ТГ102 — радянський вантажопасажирський двосекційний Тепловоз  з Гідропередачею. 1959—1965 було випущено 79 локомотивів.
Створення тепловоза з гідравлічною передачею замість електричної (до того часу вже серійно випускалися тепловози ТЕ3) було спричинене бажанням поліпшити ходові якості машини і знизити вартість виробництва, оскільки вони не потребували значної кількості кольорових металів для електрообладнання.

## Історія
Перший тепловоз серії ТГ102 був побудований Луганським тепловозобудівним заводом 1959.
Надалі тепловоз випускався Ленінградським тепловозобудівним заводом.
Ленінградський завод випустив перший тепловоз серії ТГ102 в жовтні 1960 і будував їх у двох виконаннях: з гідропередачами Л60, встановленими на візках, і з гідропередачами Л60, встановленими на рамах (серія ТГ102Р).
1962 завод побудував перший тепловоз ТГ102К, у якого секції кузова виконані, як несні конструкції. Перехід на несну конструкцію кузова був здійснений у зв'язку з деформаціями обшивки кузова в попередніх локомотивах.
Ленінградський тепловозобудівний завод будував тепловози ТГ102 до 1964 включно. Завод випустив п'ять основних різновидів тепловозів (ТГ102, ТГ102Р, ТГ102Ф, ТГ102ФР и ТГ102К) з вісьмома різними виконаннями систем управління. Однією з причин вибору цього заводу як виробника локомотивів цього типу стало те, що в Ленінграді вироблялися дизельні двигуни для ТГ102.
Тепловози ТГ102 надійшли для експлуатації на Жовтневу залізницю і почали обслуговувати вантажні і пасажирські потяги. Деякий час вони також працювали на Прибалтійській залізниці.
Наприкінці 1965 випустив свій перший магістральний тепловоз ТГ102К−201 Людиновський тепловозобудівний завод, застосувавши на ньому низку нових конструктивних елементів. Всього цей завод випустив два локомотиви — № 201 і 202.
При експлуатації тепловозів цієї серії виникли проблеми:
- Підвищена шумність;
- Високий рівень вібрації;
- Низька надійність гідпропередач та інших вузлів (існує думка, що багато з цих проблем стали наслідком недостатньо високої якості обслуговування локомотивів, а також недотримання правил експлуатації, зокрема вагових норм);
- Двигуни іноді виходили з ладу під час роботи;

Через відсутність запчастин і низької якості поточного і особливо капітального ремонтів до 1967 в депо Ленінград-Вітебський з 76 тепловозів 21 був несправний. Два локомотиви цієї серії, передані на Прибалтійську залізницю, швидко повернули.
Тепловози були виключені з інвентарного парку в період з 1973 по 1984.

## Опис
Однокабінний тепловоз. Кузов секції мав несучу раму, кабіна машиніста виготовлялася окремо і кріпилася болтами до рами і кузова. У місцях з'єднання вставлялися гумові прокладки.
Рама кузова була звареною з двох хребтових балок, поперечних діафрагм і бічних швеллерів. Кінці балок з'єднувалися відлитими стяжними ящиками.
Кузов секції спирався на рами двох двовісних візків вісьмома ковзними бічними опорами з гумовими амортизаторами. Рами візків були звареним з двох боковин, поєднаних кінцевими балками і шкворневими міжрамними кріпленнями.
У кожній секції було встановлено два двигуни М756, кожен мав 12 циліндрів діаметром 180 мм з ходом поршнів 200 і 209,8 мм. Номінальна потужність на швидкості обертання вала 1500 об/хв становила 1000 к.с., мінімальна швидкість обертання валу — 500 об/хв. Маса двигуна без мастила — 1800 кг.